# Peter Bradshaw (critique)
Peter Bradshaw, né le 19 juin 1962, est un romancier britannique et un critique de cinéma britannique. Il officie au journal The Guardian.
Il a publié un roman en 2004.
Il est membre du jury Un certain regard au Festival de Cannes 2011.